# Thomas Mikolajick

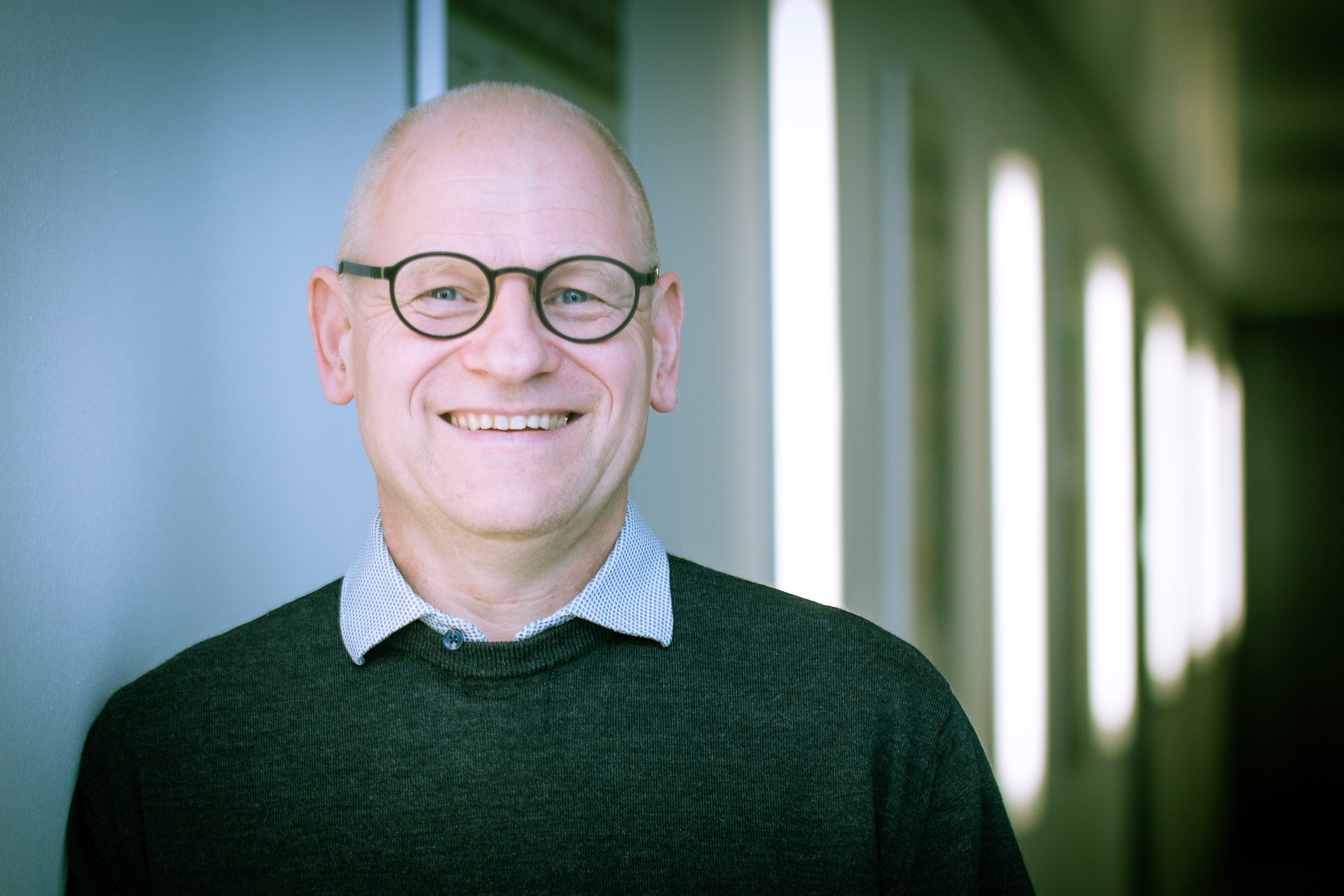
Thomas Mikolajick

Thomas Mikolajick (* 17. September 1963 in Nürnberg) ist ein deutscher Elektrotechnik-Ingenieur mit dem Arbeits- und Forschungsschwerpunkt nanoelektronische Materialien und Bauelemente. Er ist seit 2009 wissenschaftlicher Direktor der NaMLab gGmbH in Dresden und Professor für Nanoelektronik an der Technischen Universität Dresden.

## Leben
Thomas Mikolajick studierte von 1984 bis 1990 Elektrotechnik an der Friedrich-Alexander-Universität Erlangen-Nürnberg und war ab 1986 Stipendiat der Studienstiftung des deutschen Volkes. Von 1990 bis 1995 war er als wissenschaftlicher Mitarbeiter am Lehrstuhl für Elektronische Bauelemente tätig. Im Rahmen dieser Tätigkeit fertigte er seine Doktorarbeit zum Thema „Feldeffektsensoren zur pH-Wert-Messung und als Transducer für Biosensoren“ unter der Anleitung von  Heiner Ryssel an. Von 1995 bis 1996 war er als Gruppenleiter für Bauelemente und Halbleitertechnologie am Fraunhofer IIS-B (heute IISB) tätig. Im Oktober 1996 wechselte er in die Halbleiterindustrie zu Siemens Halbleiter (später Infineon) nach Regensburg. Dort durchlief er verschiedene Positionen in Forschung und Entwicklung neuer CMOS- und Halbleiterspeicher-Bauelemente zunächst in Regensburg, später in München und schließlich in Dresden. Im Oktober 2006 wurde er an die TU Bergakademie Freiberg auf die Professur für Elektronik- und Sensormaterialien berufen. Im Oktober 2009 übernahm er die Leitung der   NaMLab gGmbH, eines Tochterunternehmens und An-Institutes der TU Dresden in Personalunion mit der Professur für Nanoelektronische Materialien. Die Professur wurde im Jahr 2020 mit der Professur für Halbleitertechnik zur Professur für Nanoelektronik vereinigt.
Im Jahr 2005 gründete er den Arbeitskreis „Materialien für nichtflüchtige Speicher“, der zunächst bei der DGM und seit 2012 bei der GMM angesiedelt ist.
In den Jahren 2010 bis 2017 leitete Mikolajick den BMBF Spitzencluster „Cool Silicon“ und seit 2019 ist er Sprecher des vom BMBF geförderten ForLab-Verbundes.
Seit 2023 ist Thomas Mikolajick IEEE Fellow „for contributions to nonvolatile memory“.
Im Jahr 2022 war er einer der von der Firma Clarivate Analytics als „Highly Cited Researcher“ ausgezeichneten Wissenschaftler.

## Arbeitsgebiete
Thomas Mikolajick gilt als einer der führenden Wissenschaftler auf dem Gebiet der nichtflüchtigen Speicherelemente in Europa. Seit 2011 wurde er insbesondere durch das an der NamLab gGmbH vorangetriebene Gebiet der Ferroelektrizität in Hafniumoxid und deren Anwendungen bekannt. Weitere wichtige Arbeitsgebiete sind resistive schaltende Bauelemente, sogenannte RRAMs oder Memristoren, rekonfigurierbare Nano-Bauelemente, sogenannte RFETs und Galliumnitrid-basierte Materialien und Bauelemente. Seit 2020 beschäftigt er sich zusätzlich mit Bauelementen auf Basis von 2D-Materialien.